# Гриб Михайло Іванович
Миха́йло Іва́нович Гри́б (2 жовтня 1919, Плескачівка — 11 серпня 2003, Ростов-на-Дону) — радянський військовий льотчик, Герой Радянського Союзу (1942), в роки німецько-радянської війни командир ланки 6-го гвардійського авіаційного полку 62-ї авіаційної бригади військово-повітряних сил Чорноморського флоту.

## Біографія
Народився 2 жовтня 1919 року в селі Плескачівці (нині Черкаського району Черкаської області) в селянській родині. Українець. З 1925 року жив в Одесі. Закінчив середню школу.
З 1937 року у Військово-морському флоті СРСР. У 1940 році закінчив Єйське військово-морське авіаційне училище. Учасник німецько-радянської війни з червня 1941 року.
Командир ланки 6-го гвардійського авіаційного полку (62-я авіаційна бригада, ВПС Чорноморського флоту) гвардії старший лейтенант Михайло Гриб до серпня 1942 року здійснив 250 бойових вильотів, в 56 повітряних боях збив 10 літаків противника.
Указом Президії Верховної Ради СРСР від 23 жовтня 1942 року за зразкове виконання бойових завдань командування на фронті боротьби з німецько-фашистським загарбниками і проявлені при цьому мужність і героїзм гвардії старшому лейтенанту Грибу Михайлу Івановичу присвоєно звання Героя Радянського Союзу з врученням ордена Леніна і медалі «Золота Зірка» (№ 716).
Всього за роки війни здійснив 600 бойових вильотів, провів більше 100 повітряних боїв, в яких збив особисто 14 і в групі 6 літаків противника. Член ВКП (б) з 1944 року.
Після війни продовжував служити в авіації ВМФ. У 1955 році закінчив Військово-морську академію. З 1968 року полковник Гриб М. І. в запасі, а потім у відставці. Мешкав у місті Ростові-на-Дону. Помер 11 серпня 2003 року. Похований в Ростові-на-Дону, на Північному кладовищі.

## Нагороди
Нагороджений орденом Леніна, трьома орденами Червоного Прапора, орденом Олександра Невського, двома орденами Вітчизняної війни 1-го ступеня, орденом Червоної Зірки, медалями.

## Пам'ять
Прізвище Михайла Гриба золотом викарбуване на Меморіалі на честь героїв другої оборони Севастополя в Севастополі.